# Iharos
Iharos è un comune dell'Ungheria di 528 abitanti situata nella contea di Somogy, nell'Ungheria centro-occidentale.